# Interestatal 55 (Illinois)
La Interestatal 55 (abreviada I-55) es una autopista interestatal ubicada en el estado de Illinois. La autopista inicia en el sur desde la US 40  , I 64 , I 70  en East St. Louis hacia el norte en la US 41     en Chicago. La autopista tiene una longitud de 503,8 km (313.08 mi).

## Mantenimiento
Al igual que las carreteras estatales, las carreteras federales, la Interestatal 55 es administrada y mantenida por el Departamento de Transporte de Illinois por sus siglas en inglés IDOT.

## Cruces
La Interestatal 55 es atravesada principalmente por la  US 40  US 136  I 80  I 90 .